# Список матерів султанів Османської імперії
Список матерів султанів Османської імперії — хронологічний перелік матерів верховних правителів з династії Османів, яка правила в 1299—1924 роках. 

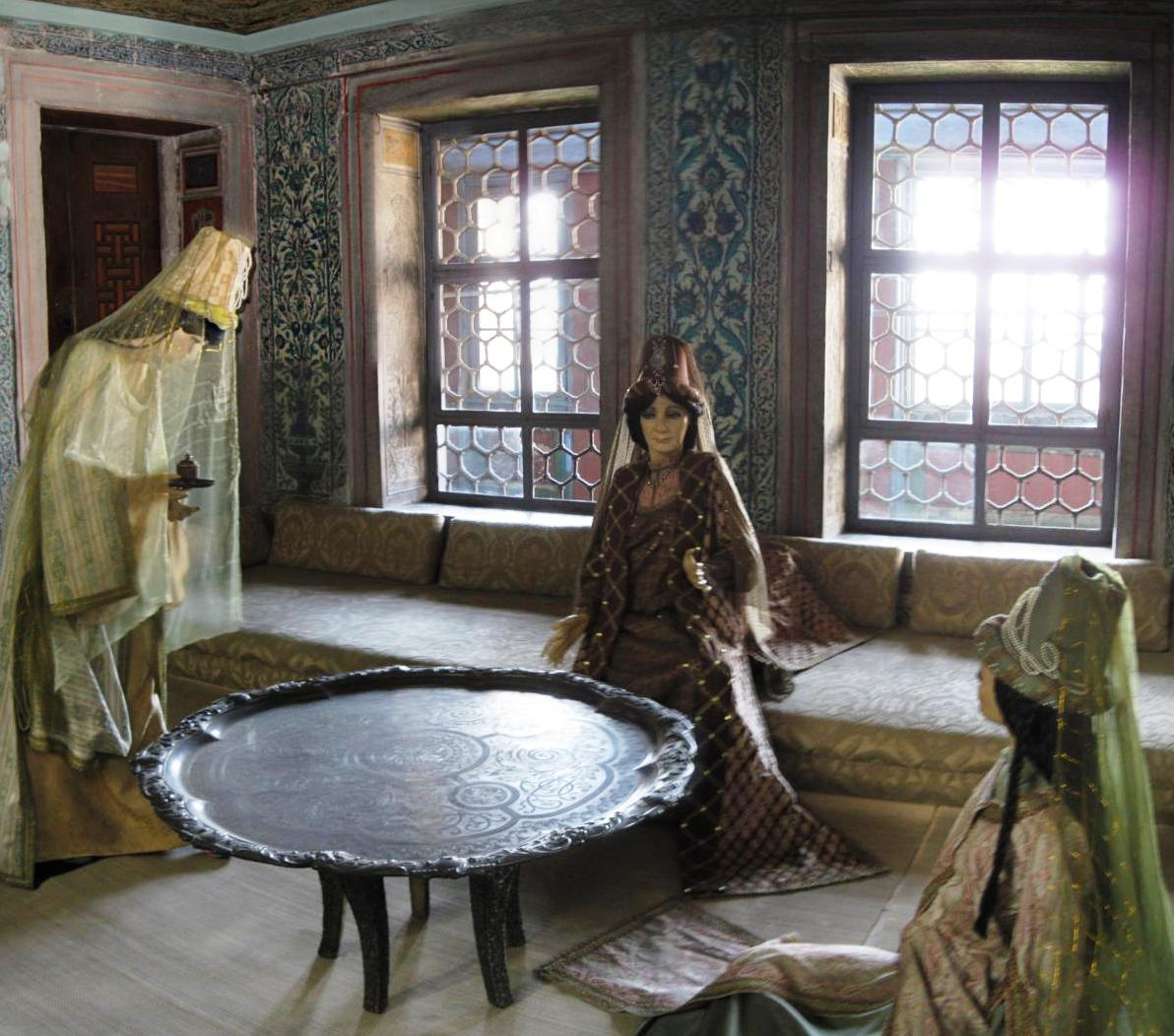
Реконструкція однієї з кімнат гарему палацу Топкапи, в які селили валіде-султан — матерів султанів, які дожили до їх правління

Зі смертю султана або його усуненням з трону весь його гарем вирушав до Старого палацу, звідки після сходження на трон його наступника викликалася мати останнього, яка під час пишної церемонії валіде алайї отримувала титул «валіде-султан», очолювала гарем сина і шанувалася як «перша жінка держави». До введення титулу валіде-султан за сельджукською традицією використовувався титул валіде-хатун. Пізніше поряд з титулом валіде-султан використовувалися титули мехд-і улья-и салтанат - «колиска великого султана», валіде-і падишах — «мати правителя» та валіде-і саадетпенах — "мати щасливого притулку".
Протягом усього правління сина мати султана була найвпливовішою фігурою у гаремі. Вона користувалася великою повагою та впливом як у палаці, так і за його межами, часто активно втручаючись у державні справи. Що стосується того, якщо мати не доживала до правління сина чи помирала під час нього, частина її привілеїв, обов'язків, а іноді і титул валіде, покладалися на няню султана, хазнедар-уста (керівниця гарему) чи прийомну мати правителя.  Найбільшого впливу у політиці матері султанів досягли в XVI-XVII століттях — в епоху «Жіночого султанату».  Найважливішими фігурами цього періоду були Хасекі Хюррем Султан мати Селіма ІІ, хоча валіде не була, Нурбану-султан (мати Мурада III), Сафіє-султан (мати Мехмеда III), Кесем-султан (мати Мурада IV та Ібрагіма I) та Турхан-султан (мати Мехмеда IV).
Історія Османської імперії налічує тридцять шість султанів та одного халіфа. Відомо про двадцять трьох матерів султанів, які дожили до їх правління. У двох випадках султанами ставали повнорідні брати (Мурад IV та Ібрагім I/Мустафа II та Ахмед III), а їх матері, Махпейкер Кесем-султан та Еметуллах Рабія Гюльнуш-султан, двічі отримували титул валіде. У разі її смерті обов'язки матері султана при дворі виконувала його мачуха — Пірісту Кадин-ефенді.

## Матері правителів Османського бейліка
У перші роки існування Османської держави його правителі Осман I та Орхан I носили титул бей або емір, пізніше син Орхана Мурад I прийняв титул султан і перетворив Османський бейлік на Османську імперію.
| №  | Ім'я (роки життя)                   | Син-бей (роки правління) | Походження                | Примітка                                                 |
| -- | ----------------------------------- | ------------------------ | ------------------------- | -------------------------------------------------------- |
| 1. | Халіме-хатун                        | Осман I (1281—1326)      | Можливо, туркеня          |                                                          |
| 2. | Мал-хатун (померла після 1324 року) | Орхан I (1326—1359)      | Туркеня, донька Омер-бея. | Носила титул, рівний пізніше з'явившомуся валіде-султан. |

## Матері султанів Османської імперії
| Ім'я (роки життя)                                                  | Походження | Монарх (роки правління)                                       | Примітка |
| ------------------------------------------------------------------ | --- | ------------------------------------------------------------- | --- |
| Нілюфер-хатун                                                      | Грекиня, ймовірно донька текфура Ярхісара                                                                     | Мурад I (1359—1389)                                           | Носила титул рівний пізніше з'явившомуся валіде-султан |
| Гюльчічек-хатун                                                    | Грекиня | Баязид I Блискавичний (1389—1402)                             | Померла до сходження сина на престол |
| Девлет-хатун                                                       | Рабиня або місцева християнка, яка перейшла в ісламську віру                                                  | Мехмед I (1413—1421)                                          | Ймовірно, померла до сходження сина на престол |
| Еміне-хатун                                                        | Дочка правителя бейліка Зулькадар Сулі Шабан-бега або, що менш імовірно, його батька Мухаммада Насіра ад-діна | Мурад II (1421—1444 1446—1451)                                | Ймовірно, померла до сходження сина на престол |
| Хюма-хатун (пом. у вересні 1449)                                   | Ймовірно, рабиня грецького або слов'янського походження                                                       | Мехмед II (1444—1446 1451—1481)                               | Носила титул рівний пізніше з'явившомуся валіде-султан |
| Гюльбахар-хатун (пом. до 1492)                                     | Албанка, понтійська грекиня з Трабзону, туркеня або слов'янка                                                 | Баязид II (1481—1512)                                         | Носила титул рівний пізніше з'явившомуся валіде-султан |
| Гюльбахар-хатун або Айше-хатун (пом. після 1512)                   | ? / Айше — донька правителя бейлика Зулькадар Алауддевле Бозкурта                                             | Селім I (1512—1520)                                           | ? / Ймовірно, Айше померла до сходження сина на престол |
| Айше Хафса-султан (прибл. 1478/1479 — 19 березня 1534/1539)        | Європейка, черкеска або туркеня                                                                               | Сулейман І (1520—1566)                                        | Валіде-султан |
| Хюррем-султан (прибл. 1500 — 15 квітня 1558)                       | Слов'янського походження. Ймовірно русинка (українка)                                                         | Селім ІІ (1566—1574)                                          | Померла до сходження сина на престол |
| Нурбану-султан (прибл. 1525/прибл. 1530 — 6 грудня 1583)           | Венеційка, грекиня з Корфу або єврейка                                                                        | Мурад III (1574—1595)                                         | Валіде-султан |
| Сафіє-султан (1550 — 10 листопада 1605/кінець 1618 — початок 1619) | Албанка з села Рези в Дукагінському нагір'ї                                                                   | Мехмед III (1595—1603)                                        | Мехд-і улья (валіде-султан) |
| Хандан-султан (прибл. 1574 — 12/26 листопада 1605)                 | Ймовірно, боснійка або грекиня                                                                                | Ахмед I (1603—1617)                                           | Валіде-султан |
| Халіме-султан (прибл. 1571 — після 10 вересня 1623)                | Абхазка | Мустафа I (1617—1618 1622—1623)                               | Валіде-султан |
| Махфіруз Хадідже-султан (прибл. 1590 — до 1614 або 1620/1621)      | Існують версії про грецьке та сербське походження                                                             | Осман II (1618—1622)                                          | Згідно з версією сучасних істориків до моменту сходження Османа II на трон в 1618 Махфіруз була жива, проте всупереч традиціям вона не була переведена зі Старого палацу до палацу Топкапи і не отримала титул валіде. Обов'язки матері султана при дворі виконувала няня Османа II . За іншою версією, Махфіруз померла до сходження на престол сина |
| Махпейкер Кесем-султан (померла 2 вересня 1651)                    | Грекиня | Мурад IV (1623—1640) Ібрагім I (1640—1648)                    | Валіде-султан при обох синах, регент Османської імперії у перші роки правління Мурада IV. Після повалення і смерті Ібрагіма I усунула від влади Турхан-султан - мати султана Мехмеда IV . Задушена прихильниками Турхан |
| Хатідже Турхан-султан (1627/1628 — 5 липня 1682/1683)              | Росіянка або українка                                                                                         | Мехмед IV (1648—1687)                                         | Валіде-султан |
| Саліха Ділашуб-султан (пом. 5 листопада 1689)                      | | Сулейман II (1687—1691)                                       | Валіде-султан |
| Хатідже Муаззез-султан (пом. 12 вересня 1687)                      | Невідомо | Ахмед ІІ (1691—1695)                                          | Померла до сходження сина на престол |
| Еметуллах Рабіа Гюльнуш-султан (1642 — 5/6 листопада 1715)         | Походила з грецької або венеційської сім'ї Верціцці з острова Крит                                            | Мустафа II (1695—1703) Ахмед III (1703—1730)                  | Валіде-султан при обох синах |
| Саліха Себкаті-султан (1680 — 21 вересня 1739)                     | Грекиня | Махмуд I (1730—1754)                                          | Мехд-і улья (валіде-султан) |
| Шехсувар-султан (після 1676 — 27 квітня 1756)                      | Українка (Русинка)                                                                                            | Осман III (1754—1757)                                         | Мехд-і улья (валіде-султан) |
| Міхрішах Кадин-ефенді (пом. 1731/1732)                             | Невідомо | Мустафа ІІІ (1757—1774)                                       | Померла до сходження сина на престол |
| Рабіа Шермі-султан (пом. 1722/1723)                                | Невідомо | Абдул-Хамід І (1774—1789)                                     | Померла до сходження сина на престол |
| Міхрішах-султан (пом. 16 жовтня 1805)                              | Грузинка | Селім III (1789—1807)                                         | Валіде-султан |
| Айше Сінепервер-султан (пом. 11 грудня 1828)                       | Ймовірно, грузинка або черкеска                                                                               | Мустафа IV (1807—1808)                                        | Валіде-султан |
| Накшиділь-султан (1766 — 22 серпня 1817)                           | Ймовірно, грузинка або черкеска                                                                               | Махмуд II (1808—1839)                                         | Валіде-султан |
| Безміалем-султан (1808 — 2 травня 1853)                            | Грузинка | Абдул-Меджид I (1839—1861)                                    | Валіде-султан |
| Пертевніял-султан (1810 — 5 лютого 1883)                           | Черкеска | Абдул-Азіз (1861—1876)                                        | Валіде-султан |
| Шевкефза-султан (12 грудня 1820 — 20 вересня 1889)                 | Черкеска | Мурад V (1876)                                                | Валіде-султан |
| Тірімюжган Кадин-ефенді (16 серпня 1819 — 26 квітня 1853)          | Черкеска із субетносу шапсугів                                                                                | Абдул-Хамід ІІ (1876—1909)                                    | Померла до сходження сина на престол. Обов'язки матері султана виконувала черкеска із убихів Пірісту Кадин-ефенді, яка виховувала Абдул-Хаміда після смерті Тірімюжган. Пірісту офіційно носила титул матері султана і стала останньою валіде-султан Османської імперії                                                                               |
| Гюльджемаль Кадин-ефенді (1826 — 29 листопада 1851)                | Боснійка | Мехмед V (1909—1918)                                          | Померла до сходження сина на престол. Після смерті Гюльджемаль її сина виховувала Серветсеза Кадин-ефенді, але і вона померла до сходження Мехмеда V на престол |
| Гюлюсту Кадин-ефенді (пом. в травні 1861)                          | Черкеска | Мехмед VI (1918—1922)                                         | Померла до сходження сина на престол. Після смерті Гюлюсту її сина виховувала Шаесте Ханим-ефенді, але і вона померла до сходження Мехмеда VI на престол |
| Хайраниділь Кадин-ефенді (2 листопада 1846 — 9 вересня 1898)       | Черкеска | Абдул-Меджид ІІ Останній халіф з династії Османів (1922—1924) | Син Хайраниділь не був султаном і носив тільки титул халіфа Османської держави. Сама Хайраниділь до моменту отримання сином титулу не дожила |

## Список матерів правителів Османського міжправління (1402—1413)
Після полону і смерті султана Баязида I в 1402 році троє його синів розділили уламки імперії: в Едірне проголосив себе султаном Румелії старший син Сулейман-челебі, який захопив владу над турецькими володіннями на Балканському півострові, в Бурсі(західна Анатолія) Іса-челебі, у східній Анатолії - молодший син Мехмед.  Мехмед у 1405—1406 роках вів війну проти Іси, розбив брата і об'єднав під своєю владою Анатолію, після чого відправив старшого брата Мусу до Румелії боротися із Сулейманом.  Муса досяг успіху, але сам оголосив себе султаном і захопив європейські володіння османів.  В 1411 Мехмед включився в боротьбу за Румелію і в 1413 розбив армію Муси, який утік у Валахію і незабаром загинув. Усі османські володіння знову об'єдналися під владою султана — Мехмеда I.
| № | Ім'я (роки життя)          | Син-султан (роки правління)                                                                                         | Походження                                                                                | Примітка                                                  |
| - | -------------------------- | --- | ----------------------------------------------------------------------------------------- | --------------------------------------------------------- |
| — | Девлетшах-хатун (ум. 1411) | Іса-челебі Султан (західної) Анатолії. (1403—1406)                                                                  | Дочка правителя Герміяна Сулеймана-шаха і Абіде Мутаххара-хатун, онуки Джалаладдіна Румі. |                                                           |
| — | Фюлане-хатун               | Сулейман-челебі Перший султан Румелії. (1402—1411)                                                                  | Дочка Константина Драгаша, правителя Кюстенділа.                                          |                                                           |
| — | Девлет-хатун               | Мехмед I Султан (східної) Анатолії. (1403—1406) Султан Анатолії. (1406—1413) Султан Османської імперії. (1413—1421) | Рабиня або місцева християнка, яка перейшла в іслам.                                      | Носила титул, рівний пізніше з'явившомуся валіде-султан . |
| — | Можливо Девлетшах-хатун    | Муса-челебі Другий султан Румелії . (1411—1413)                                                                     | Дочка правителя Герміяна Сулейман-шаха і Мутаххари-хатун, онуки Джалаладдіна Румі.        |                                                           |